# Le Dernier Coup de marteau
Pour plus de détails, voir Fiche technique et Distribution.
Le Dernier Coup de marteau est un film dramatique français écrit et réalisé par Alix Delaporte, sorti en 2014.
Le film est présenté en sélection officielle au festival international du film de Venise en 2014 où Romain Paul reçoit le prix Marcello-Mastroianni,.

## Synopsis
Quand Victor, treize ans, pousse la porte de l'Opéra Comédie à Montpellier, il ne connaît rien à la musique. Il ne connaît pas non plus son père venu diriger la 6e symphonie de Mahler. Il l’observe de loin, découvre l'univers des répétitions…
Le jour où Nadia, sa mère, lui annonce qu’ils doivent quitter leur maison sur la plage, Victor s’inquiète. Pour sa mère, dont il sent qu’elle lui cache quelque chose, mais aussi pour sa relation naissante avec Luna, la voisine espagnole. Victor décide alors de se montrer pour la première fois à son père…

## Fiche technique

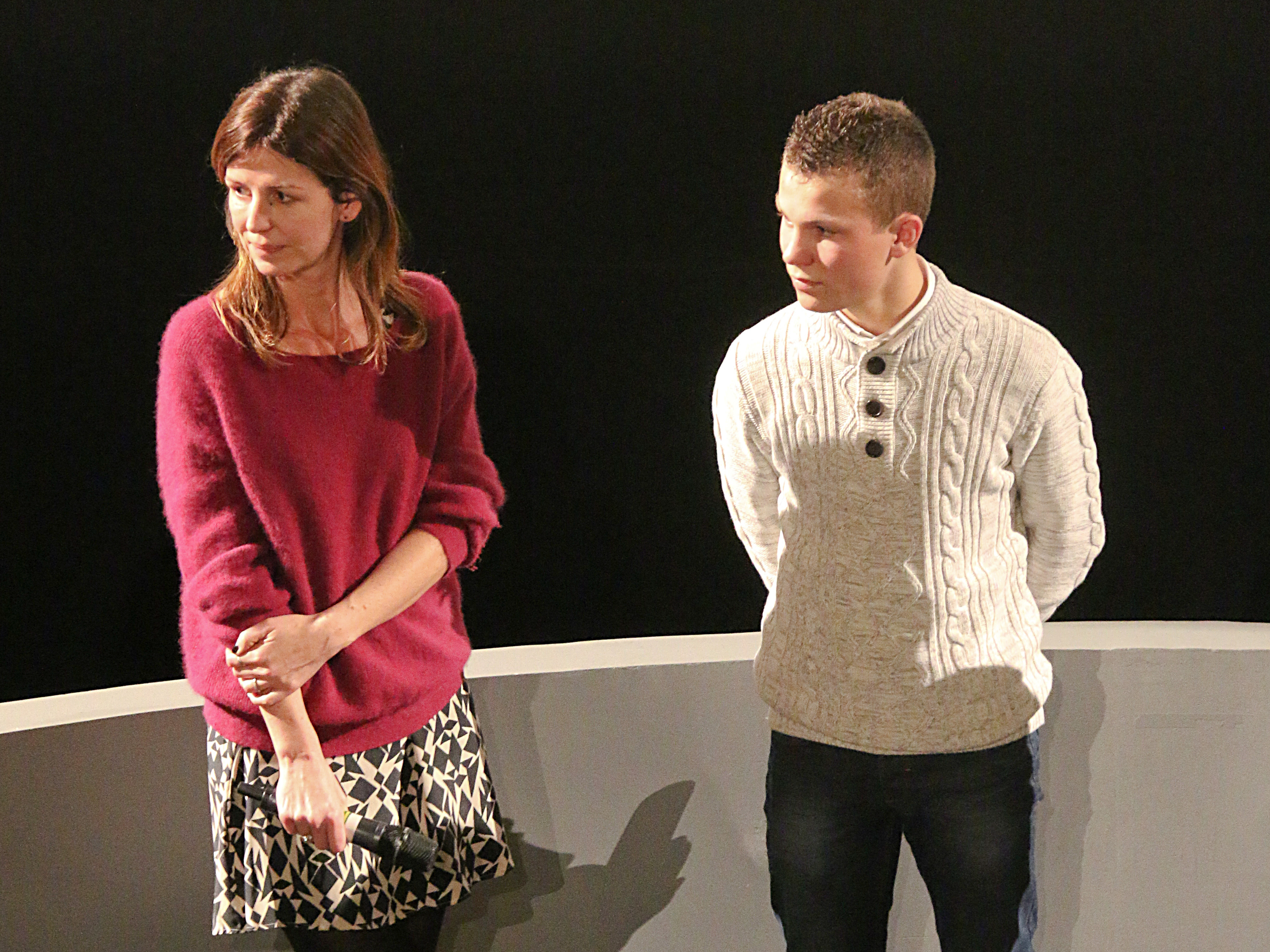
Alix Delaporte et Romain Paul à l'avant-première

- Titre : Le Dernier Coup de marteau
- Réalisation : Alix Delaporte
- Scénario : Alix Delaporte ; Alain Le Henry (adaptations)
- Décors : Hélène Ustaze
- Photographie : Claire Mathon
- Son : Arnaud Rolland, Éric Tisserand et Pierre Tucat
- Montage : Louise Decelle
- Musique : Evgueni Galperine et Sacha Galpérine
- Production : Hélène Cases
- Sociétés de production : Lionceau Films ; France 2 Cinéma (coproduction) ; SOFICA Indéfilms 2 (en association avec)
- Société de distribution : Pyramide Distribution
- Pays d’origine :  France
- Langue originale : français
- Format : couleur
- Genre : drame
- Durée : 82 minutes
- Dates de sortie : 
  -  Italie : 3 septembre 2014 (Mostra de Venise 2014)
  -  Belgique,  France : 11 mars 2015
  -  Suisse : 8 avril 2015

## Distribution
- Clotilde Hesme : Nadia
- Grégory Gadebois : Samuel
- Romain Paul : Victor
- Farida Rahouadj : Daria
- Candela Peña : María
- Tristán Ulloa : Fabio
- Mireia Vilapuig : Luna
- Víctor Sánchez : Miguel
- Farid Bendali : Omar
- Cédric Chatelain : Le Hautbois

## Distinctions

### Récompenses
- Mostra de Venise 2014 : Prix Marcello-Mastroianni du meilleur jeune acteur pour Romain Paul
- Mostra de Venise 2014 : Prix Laterna Magica
- Festival international des jeunes réalisateurs de Saint-Jean-de-Luz 2014 : Chistera de la meilleure interprétation masculine pour Grégory Gadebois
- Festival international du film de Marrakech 2014 : Prix de la meilleure interprétation féminine pour Clotilde Hesme

### Nominations et sélections
- Festival international du film de Venise 2014 : sélection officielle, en compétition